# Offertorium

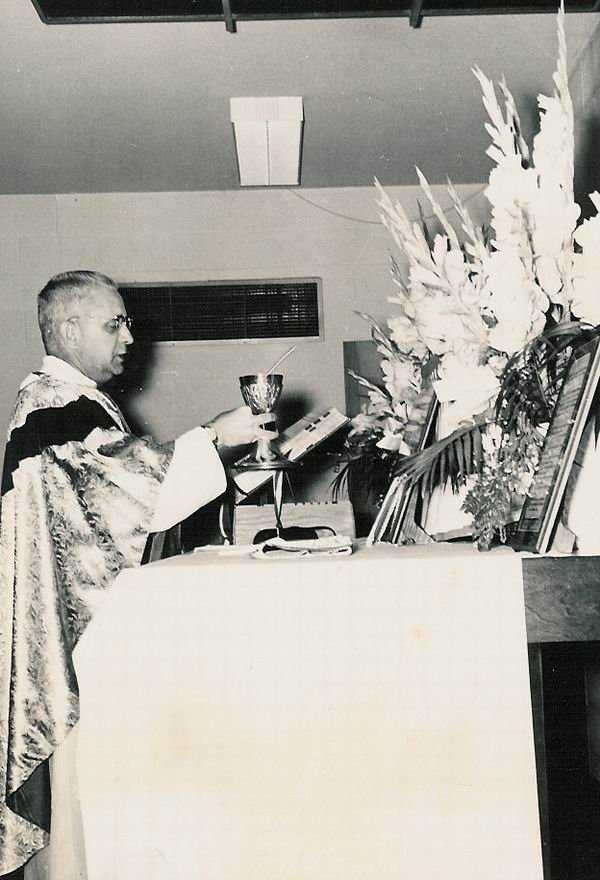
Offertoriet vid en tridentinsk mässa

Offertorium, av latin offero ’bära fram’, eller offergåvornas tillredelse, är ett begrepp inom liturgivetenskapen, varmed avses den del i mässan under vilken mässans bröd och vin tillreds. Romersk-katolsk och ortodox teologi beskriver mässan som en offerhandling varvid Kristi offerdöd på korset åter görs närvarande (se mässoffer). Offertoriet föregår själva offerhandlingen under den eukaristiska bönen och prästens kommunion.
Sången som därvid sjungs benämns också den offertorium. I svensk tradition används också benämningen tillredelsepsalm. 